# Courcelles-lès-Gisors
Courcelles-lès-Gisors is een gemeente in het Franse departement Oise (regio Hauts-de-France). De plaats maakt deel uit van het arrondissement Beauvais. Courcelles-lès-Gisors telde op 1 januari 2022 811 inwoners.

## Geografie
De oppervlakte van Courcelles-lès-Gisors bedroeg op 1 januari 2022 6,92 vierkante kilometer; de bevolkingsdichtheid was toen 117,2 inwoners per km².

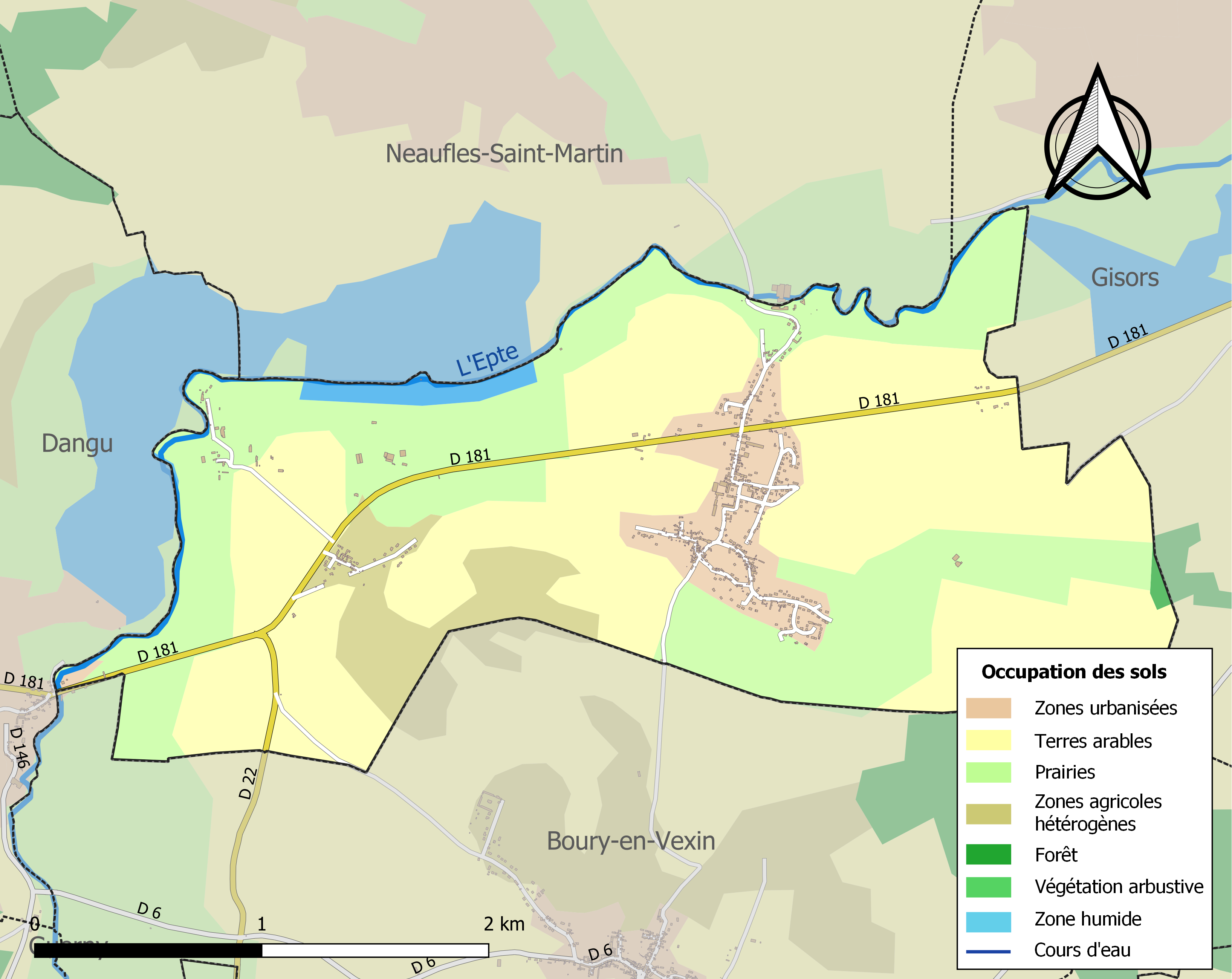
Kaart van de gemeente met belangrijkste infrastructuur, bodemgebruik en omliggende gemeenten

## Demografie
Onderstaande figuur toont het verloop van het inwonertal (bron: INSEE-tellingen).